# ویزای حفاظت موقت
ویزای حفاظت موقت (انگلیسی: Temporary protection visa) یک ویزای استرالیایی است که توسط دولت جان هوارد در ۲۰ اکتبر ۱۹۹۹ به جریان افتاد. این ویزاها به صورت گسترده نزدیک ۱۰ سال مورد استفاده گرفتند تا پناهجویان را از آمدن به استرالیا منصرف کنند.

## شرح
این ویزا به کسانی داده می‌شد که برای فرار از آزار و شکنجه به عنوان پناهنده شناخته می‌شدند، طرح این نوع ویزا بحث‌برانگیز بود، دولت ادعا می‌کرد این پاسخی ضروری برای جلوگیری از سوء استفاده از ورود غیرمجاز در پروسه پناهندگی است. حامیان پناهندگان در استرالیا این ویزای موقت را روشی بی‌رحمانه توصیف کردند که پناهجویان را با یک آینده نامعلوم مواجه می‌کند.
کسانی که با ورود غیرمجاز به خاک استرالیا وارد شده و تقاضای پناهندگی می‌کردند ویزای حفاظت موقت برایشان صادر می‌شد. این ویزای صادره برای پناهندگانی بود که از زندانهای اداره مهاجرت استرالیا آزاد شده بودند. پس از اعطای ویزای حفاظت موقت پناهندگان مجبور بودند سه سال بعد مجدداً درخواست تمدید کنند. یا شاید با تغییر وضعیت در کشورشان نیاز به تمدید نباشد.
دارندگان ویزای حفاظت موقت تنها از برخی خدماتی که از طرف کشورهای مشترک‌المنافع به تازه واردان داده می‌شد برخوردار می‌شدند. برخلاف دارندگان ویزای دائم، دریافت کنندگان ویزای حفاظت موقت محدودیتهای زیادی دارند از جمله:
کسانی که دارای ویزای حفاظت موقت هستند، ویزای آنها سه سال اعتبار دارد، می‌توان با آن کار و تحصیل کرد، به مدیکر دسترسی دارد. نمی‌تواند خانواده اش را برای آمدن به استرالیا اسپانسر کند. در صورتی‌که تصمیم به ترک استرالیا گرفت، حق بازگشت مجدد به کشور را ندارد. اجازه دسترسی به برنامه اطلاعات مرکز لینک را دارد. همچنین می‌تواند از مزایای خاص، کمک هزینه اجاره، مزایای مالیاتی خانواده، مزایای مراقبت از کودک، مراقبت‌های پزشکی، برنامه ارزیابی اولیه سلامتی و مداخله، مشاوره شکنجه و تروما و فراگیری انگلیسی به عنوان زبان دوم (برای افراد زیر سن قانونی) بهره‌مند شود.
تنها تعداد محدودی از پناهجویان در بازداشتگاه‌های استرالیا ویزای موقت حفاظتی گرفتند که شمار آن‌ها به ۲۰۰۰ نفر رسید.

## تاریخچه

### ۲۰۰۸
در دولت راد همان‌طور که دربودجه ۲۰۰۸–۲۰۰۹ خود اعلام کرده بود در ماه مه ۲۰۰۸ ویزای حفاظت موقت کنار گذاشته شد و ویزای حفاظت دائم برای تمامی پناهندگان جهت تصویب به پارلمان فدرال داده شد. از اوت ۲۰۰۸ هرکس متقاضی پناهندگی بود در صورت تأیید ویزای حفاظت دائم دریافت می‌کرد.

### ۲۰۱۳
در ۱۸ اکتبر ۲۰۱۳ دولت آبوت اعلام کرد که ویزای حفاظت موقت را مجدداً به جریان می‌اندازد.

در ۲ دسامبر حزب کارگر و حزب سبزها در آرای سنا اکثریت را کسب کردند و مانع بازگشت به ویزای حفاظت موقت شدند.

### ۲۰۱۴
در ۱۱ سپتامبر ۲۰۱۴ دادگاه عالی کشوری طی حکمی ویزای حفاظت موقت را بدون پشتوانه و قدرت قانونی مناسب بی‌اعتبار اعلام کرد.

در ۵ دسامبر ۲۰۱۴، مجلس قانونگذاری مجدداً به جریان افتادن ویزای حفاظت موقت را تصویب کرد تا به‌طور خاص با تعداد بیش از ۳۰٫۰۰۰ پناهجویی که پرونده‌شان توسط دولت پیشین حزب کارگر در دست بررسی است به سرانجام رسد.